# Кокман
Ко́кман — село в Красногорском районе Удмуртии при впадении реки Кокманки в Пестерь. Образовывало муниципальное образование Кокман со статусом сельского поселения как единственный населённый пункт в его составе.
Законом Удмуртской Республики от 30.04.2021 № 39-РЗ к 23 мая 2021 года сельское поселение упразднено в связи с преобразованием муниципального района в муниципальный округ.
В районе села расположен государственный природный ботанический заказник «Кокманский».

## Население
| 2010 | 2012 | 2013 | 2014 | 2015 | 2016 | 2017 |
| ---- | ---- | ---- | ---- | ---- | ---- | ---- |
| 330  | ↘325 | ↘318 | ↘308 | ↘293 | ↘280 | ↗283 |
| 2018 | 2019 | 2020 |      |      |      |      |
| ↘280 | ↘262 | ↘261 |      |      |      |      |

## Галерея

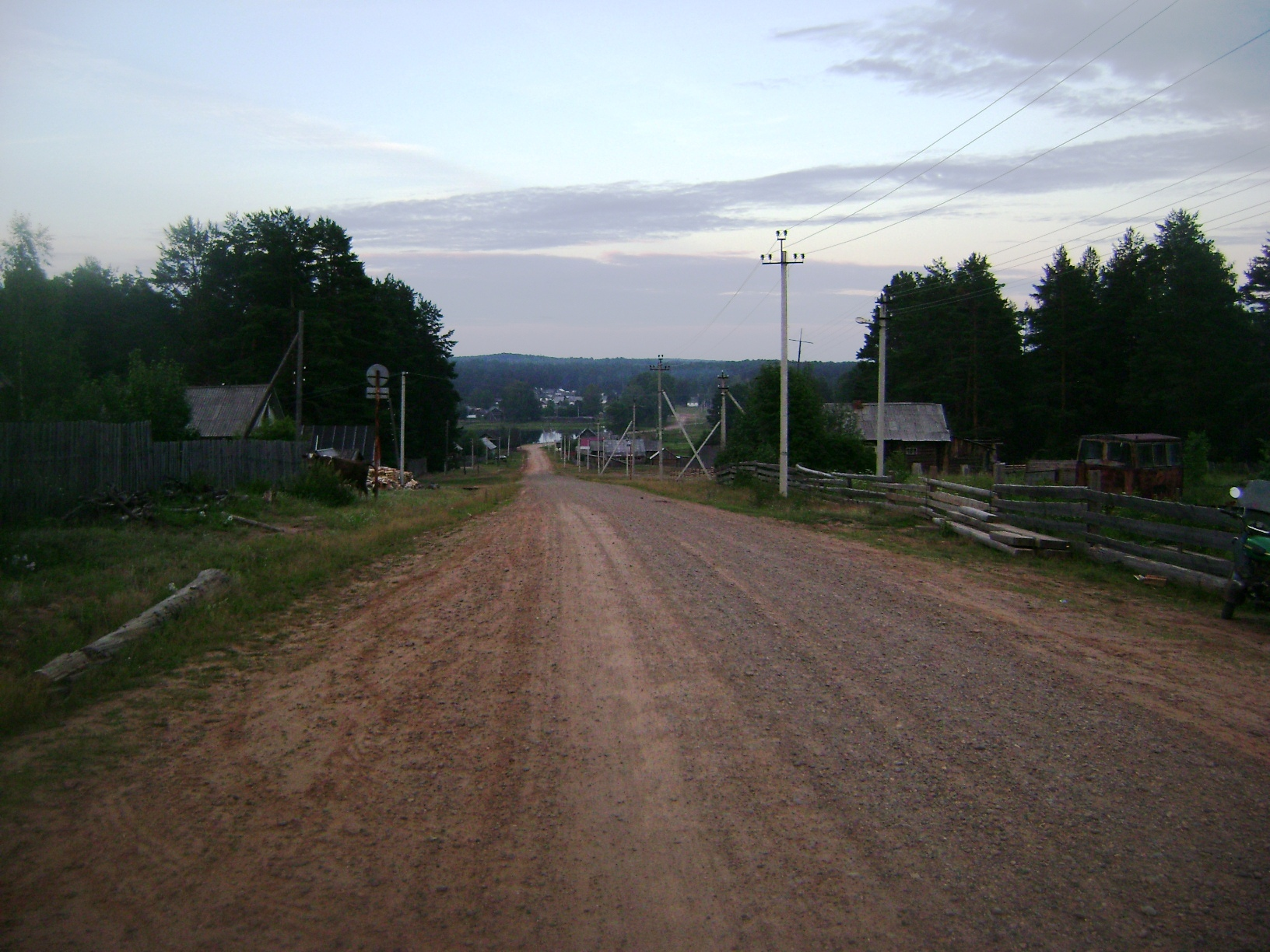
Центральная улица
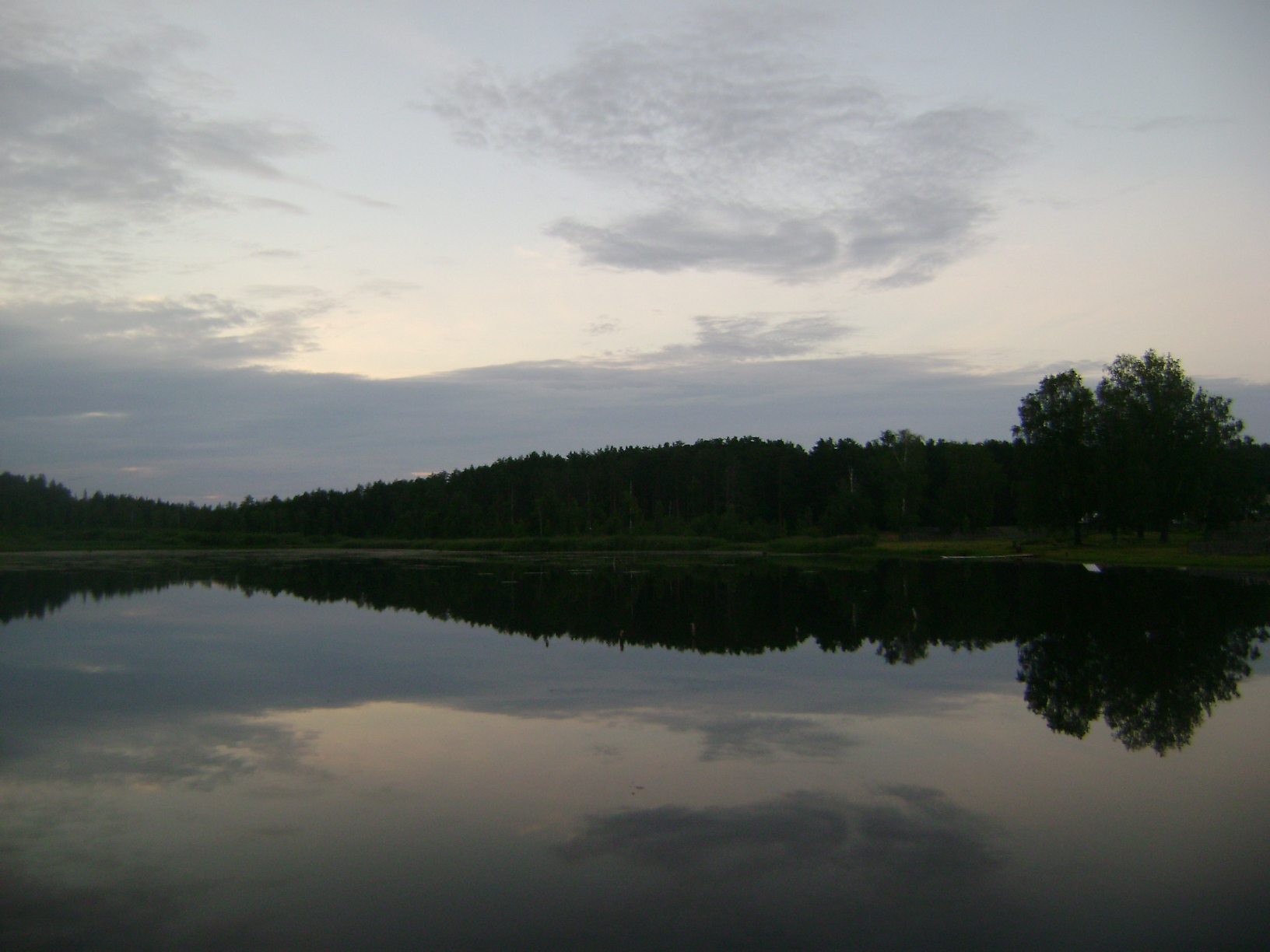
Кокманский пруд
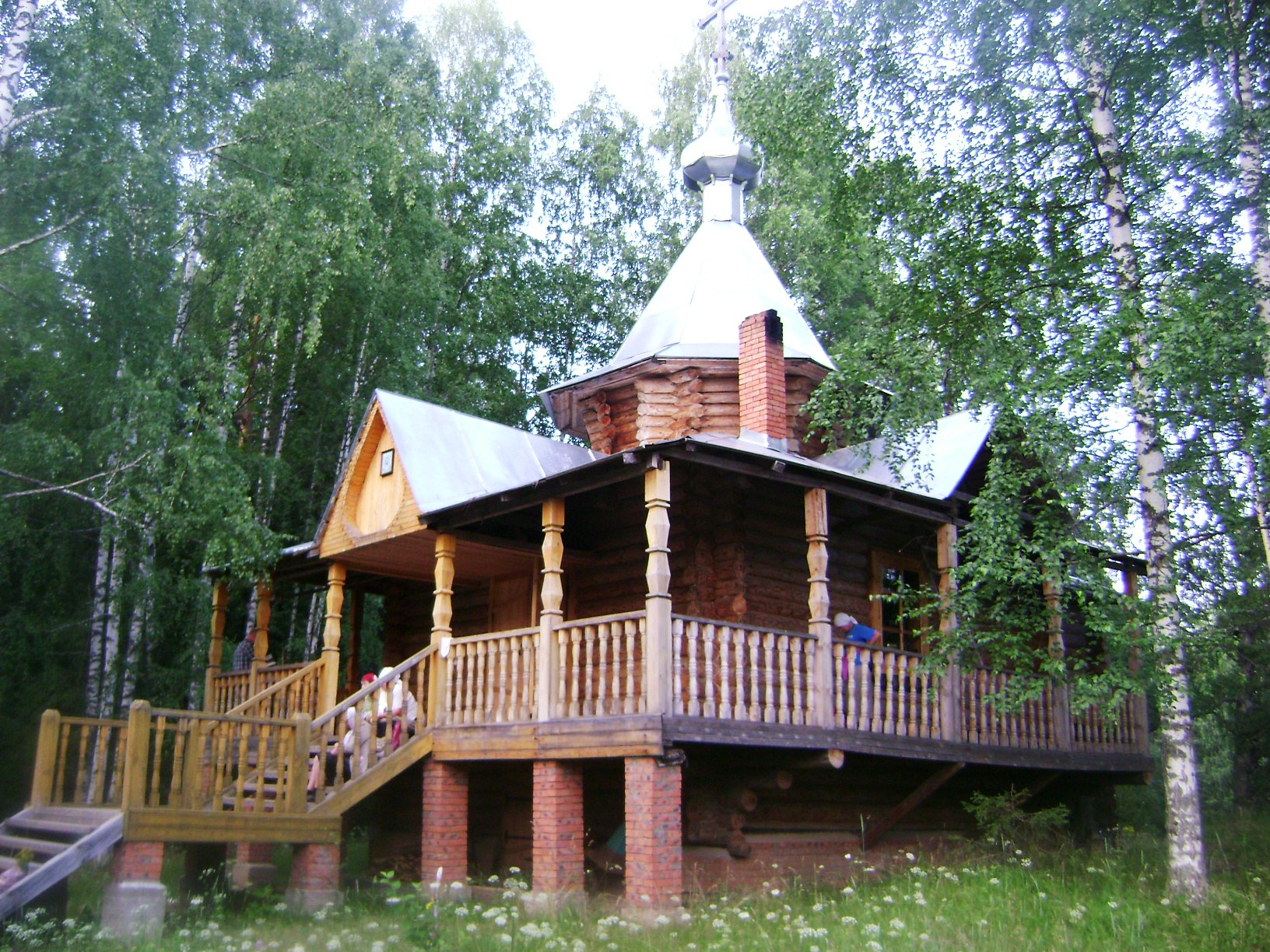
Деревянная церковь Спаса Нерукотворного